# Шонесси (Си-Трейн)
«Шонесси» (англ. Shawnessy) — станция Си-Трейна в Калгари. Эта станция открылась в 2004 году и в настоящее время обслуживает 7 300 пассажиров за день.